# 약탈자
약탈자(The Spoilers)는 미국에서 제작된 레이 앤라이트 감독의 1942년 영화이다. 마를렌 디트리히 등이 주연으로 출연하였고 프랭크 로이드 등이 제작에 참여하였다.

## 출연

### 주연
- 마를렌 디트리히
- 랜돌프 스코트

### 조연
- 존 웨인
- 마가렛 린제이
- 해리 캐리
- 리처드 바델메스
- 조지 클리브랜드
- 사무엘 S. 힌즈
- 러셀 심슨
- 윌리엄 파넘
- 마리에타 캔티
- 잭 노턴
- 레이 베넷
- 포레스트 테일러
- 아트 마일즈
- 찰스 맥머피
- 찰스 할튼
- 버드 오스본
- 드류 더모레스트

## 제작진
- 의상: 베라 웨스트

## 같이 보기
- 마를레네 디트리히의 작품 목록